# Sergueï Zoubatov
Sergueï Vassilievitch Zoubatov (en russe : Сергей Васильевич Зубатов), né le 8 avril (2 mars du calendrier julien) 1864 et mort à Moscou le 15 mars 1917, est un célèbre policier russe.
Il est directeur de la police tsariste, l'Okhrana, à Moscou, entre 1896 et 1902, puis chef de la section spéciale du ministère de l'intérieur de 1902 à 1904.
Ancien militant révolutionnaire dans sa jeunesse, il utilisa sa connaissance du mouvement ouvrier pour devenir un spécialiste de la provocation policière.

## Biographie
Ancien révolutionnaire repenti, il est d'abord devenu informateur de la police. Démasqué en 1888, il entre dans la police l'année suivante. Il se hisse en quelques années à la tête de la police de Moscou, direction à laquelle il accède en 1896.
Il est un maître dans l'art d'interroger les militants révolutionnaires, parvenant parfois à les « retourner ».

### LaZoubatovchtchina(1901-1903)
En dépit de convictions monarchistes profondément ancrées, Zoubatov croyait sincèrement que la répression ne pouvait pas seule écraser le mouvement révolutionnaire. 
En juillet 1901, pour contrer la montée du Bund (parti social-démocrate juif), il créa et subventionna un parti ouvrier juif concurrent, qui ne professait aucune hostilité au régime du tsar et qui prit la tête de quelques mouvements de grèves apolitiques. Le but était à la fois de déconsidérer le Bund et d'introduire des agents dans le mouvement ouvrier juif, afin de le démoraliser. Il fonde ainsi en 1901 la « Société d’Entraide des Ouvriers des Productions Mécaniques », une sorte de syndicat apolitique.
Il reçut pour cela le soutien du ministre de l'intérieur, Viatcheslav Plehve, et du Gouverneur général de Moscou, le grand-duc Serge.
Ce « parti ouvrier juif indépendant » réussit à attirer quelques dissidents du Bund ou d'adversaires sionistes du Bund, et s'implanta principalement à Minsk, avec des sections à Vilna, Bialystok, Vitebsk, Kovno, Odessa.
Le Bund réagit vivement, envoyant des contradicteurs dans les meetings du parti ouvrier juif indépendant, mais ils furent arrêtés et déportés, puis adressant des mises en garde dans sa presse. Peu à peu, l'identification des agents provocateurs ayant été faite, ce « zoubatovisme » régressa, d'autant que dans les milieux gouvernementaux, une hostilité vit le jour contre cette stratégie policière. Les réunions furent sabotées par le Bund, les fêtes ouvrières  n'eurent pas de succès et le 5 février 1903, le parti ouvrier juif indépendant annonça la cessation de ses activités à Vilna. La liquidation complète eut lieu en juin 1903.
Durant cette période, le nombre d'arrestations dans les milieux juifs révolutionnaires avait atteint son apogée : 7 % des 2 180 membres du Bund clandestin furent incarcérés.

### Le protecteur du prêtre Gapone
Zoubatov joua aussi un rôle indirect dans le Dimanche rouge de 1905. En effet, pendant la Zoubatovchtchina, il met en place des groupes d'ouvriers à Moscou, menés par le prêtre orthodoxe Gueorgui Gapone. Ainsi, en avril 1904, Zoubatov organise la naissance, à Saint-Pétersbourg, d'une « Union des Ouvriers Russes des Fabriques et Usines de Saint-Pétersbourg ». Le dirigeant le plus actif de ce syndicat est Gapone, qui prend la tête de la manifestation du Dimanche rouge (9 janvier 1905).
L'idée est de constituer des groupes ouvriers indépendants, marqués par la religion et infestés d'agents provocateurs. Le « zoubatovisme » est parfois qualifié de « socialisme policier ».

### La fin d'un policier
Après l'assassinat de Plehve en juillet 1904, il démissionne du service actif, en partie afin de protéger la vie de son fils, dont il craignait que les militants révolutionnaires ne la menacent. Il se retire alors, vivant de sa pension d'État.
Il se suicide en mars 1917 lorsqu'il apprend l'abdication du tsar Nicolas II.